# Xã Filley, Quận Gage, Nebraska
Xã Filley (tiếng Anh: Filley Township) là một xã thuộc quận Gage, tiểu bang Nebraska, Hoa Kỳ. Năm 2010, dân số của xã này là 322 người.